# Burch Peaks
Die Burch Peaks sind eine Gruppe von Bergen im ostantarktischen Enderbyland. Sie ragen 10 km östlich des Mount Torckler auf.
Luftaufnahmen, die der Kartierung dienten, entstanden 1957 im Rahmen der Australian National Antarctic Research Expeditions. Das Antarctic Names Committee of Australia (ANCA) benannte sie William Martin Burch (* 1938), Geophysiker bei auf der Wilkes-Station im Jahr 1961.